# ホンダ・VF1000R
ホンダ・VF1000R（ブイエフせんアール）とは、1984年に本田技研工業が発表し、日本国外へ輸出されていたオートバイである。

## 概要
1969年に発表されたCB750FOURから10年後、国際レース復帰のための車両であったNR500から構想を得て、V型4気筒を新機軸車両の主旨と定めた。そして1982年早々に、ホンダは世界初となる水冷V型4気筒を搭載するVF750SセイバーとVF750Cマグナを発表。1982年末に、日本国内のフラグシップとしてVF750Fを、中型車両にはクラス最大の馬力（当時）を発揮するVF400Fを発表した。
スタイリングは、デイトナ200でデビューさせた:RS1000RW（市販車の構成のみを踏襲したワンオフ・エンジンを搭載）ワークス・レーサーをモチーフに設定し、1983年で販売を終了予定だったCB1100Rを後継、凌駕する新世代のホンダのスーパースポーツとして、1984年のパリショーにて公式発表。同年中に市販化されたモデルがVF1000Rである。
しかしCB1100Rがレース参戦を主な目的として開発され、公式レースで戦績を残したのに対し、1984年からTT-F1の排気量上限がそれまでの1000cc以下から750cc以下へと変更されたため、メジャーなレースへ投入できなくなってしまったVF1000Rが勝利を飾ることは少なかった。
当初は欧州のみでの販売の予定であったが、1985年からはCB1100Rが高価にもかかわらず好調な販売を続けていた。欧州ではさらにエポックな存在として、1984年型REフランス仕様をベースに、吸排気系を見直し130psを発生するHFR（ホンダ・フランス・レーシング）仕様（外観上の違いは、カウルの赤色部分に、白色のグラデーションとHFRのデカールが貼られ、スクリーンにはシリアルナンバーを兼ねた番号が貼られている）が、300台の台数限定で製作された。1986年型RGでは、1985年よりホンダレーシングチームのメインスポンサーになったロスマンズ社のカラーリングを用いた、通称ロスマンズカラーモデルが半年間の期間と欧州のみの地域限定で販売された。但し、VF1000Rのロスマンズカラー・モデルは、ワークスレーサーや後のロスマンズカラー採用モデルとは異なり、Rothmansのロゴは未採用。
欧州でも好調なセールスを目の当たりにしたディーラーからの反発および要請を受け、北米でも販売が開始された。フレディ・スペンサーなどのアメリカ・ホンダの契約ライダー達により、AMAレースでは常勝を記録していたレーサーVF750RのベースとなったVF750Fインターセプターシリーズの最上級モデルとしてカタログにラインアップされたが、早々に以下の障壁が立ち塞がった。
1. カワサキが最速市販車両の記録を獲得したGPZ900Rを発表、軽くて、速くて、安いGPZ900Rの4,599ドルに対し、1985年モデルは5,698ドル、1986年モデルは6,198ドルと1000ドル以上の車両価格の差額。
2. 乾燥重量249kg・車両重量280kgと、むしろツアラーであるGL1100の乾燥重量である309kgに近いほど重かった。
3. 専用設計が災いし、維持修理に必要な交換部品も高額だった。
4. アメリカではこの時期に日本車に対する関税引上げや、後述するヘッドライトの部品変更などといった輸入車に対する規制も実施され、対応する製造コストが上がった。
5. 1985年初頭には1ドル=250円を維持していた為替レートが、1986年には200円を割り込むなどの変移に至る。この急激な円高の影響を受け、輸出各社は輸出車の価格変更を行った。
6. 北米市場では大型二輪車の保険料が高騰していた為に、市場の人気はVF500F等の車両価格も保険料も手軽な中型車両に人気が向かった。

こうした諸々の理由もVF1000Rを短命に終わらせた要因の一つとなり、北米での販売は必ずしも成功とは言えなかった。また、欧州では当然の様にCB1100Rと比較され、好感を持たれる事は多くなかった。
逆輸入された日本市場でも、購入を躊躇するケースが多く見られた。
1. 直列4気筒エンジンが浸透させた集合管による排気音とは違う異質な排気音に違和感を持つユーザからは敬遠された。
2. CB1100Rの車両重量246kgと比較し、34kgも重い280kgの車両車重を好まないユーザーからも敬遠された。

こうして発表当時250万円だった値段は年々下落して行き、末期には150万円程度に落ち着いた。そして国内フラグシップであるVF750Fと共に、1986年の最終型：RGをもって、180度クランクの新型V4エンジンを搭載した2代目V45インターセプターであるVFRにバトンを渡す形で生産を終了しカタログより消える。VF1000R生産終了以降、ホンダはリッタークラスV4スポーツ（V4エンジンのST1300およびVFRVFR800、VFR1200はツアラーに定義されている）の発表と生産を控えていたが、2012年9月21日にホンダ代表取締役兼社長執行役員である伊東孝紳から、「Hondaは今、新たな歴史をつくるため、熱い想いを持ったメンバーが集まり、MotoGPマシンの技術をフィードバックしたスーパースポーツバイクの開発に着手しました」と、新型リッタークラスのV4スポーツ車両の開発が行われている事が示唆された。
商業的には成功したと言えないVF1000Rだが、カムギアトレインはホンダの高性能車の代名詞となり、360度クランクで蓄積されたデータは、VFR750Rに受け継がれた。またVFRから発展したホンダ・RVF軍団は、常勝だったRCBシリーズに勝る戦歴を残し、V4エンジンに対する固定ファン層を獲得した結果から、RVFに移行してからのホンダV4車両は、併売された並列4気筒車両と比較しても遜色ない販売を記録した。

## 車両解説
- 搭載されるエンジンは総排気量998ccの水冷90度V型4気筒DOHC
- トランスミッションはリターン式5速
- 市販二輪車としては世界初の装備であるカムギアトレーン機構（カムシャフトをチェーンではなく歯車で駆動する機構）
- ラジアルタイヤ（リアのみ）
- NSタイプ・コムスターホイール（前16インチ/後17インチ）
- クイックリリース機構・TRAC式アンチノーズダイブ機能を備えたフロントフォーク
- バックトルクリミッター
- 可変式ジュラルミン製鍛造ハンドル
- FRP製上下カウル

上記の豪華な装備が施され、生産終了となるまで同社のフラッグシップモデルとして君臨した。
VF1000Rの特徴として、形式の多さが上げられる。
1. VF1000RE（1984年型）
2. VF1000RF（1985年型）
3. VF1000RG（1986年型）

基本的には、上記3種類に分割されるものの、各輸出国別の規制に合わせ、ヘッドライト形状やテールカウル形状などに細かい設定変更が施されていた。さらに1985年型登場時、エンジンとフレームを設計し直す大幅な改修が施された。
基本的なスタイル、スペックにこそ変更はなかったものの、
1. 初期型VT250Fと同様の、クーラントパイプを兼ねるフレームの廃止。
2. 熱対策が充分でなかったカウルのエアダクト形状変更。
3. カム噛じり対策を兼ねた、シリンダーヘッドの設計変更。
4. フロントフォーク三つ又の形状変更による剛性向上。
5. ホイール内部のハブ形状。
6. 吸排気系の設計変更。

上記の他にも設計変更の手はおよび、1984年型とそれ以降では部品の共通点はかなり少ない。
イタリアを除くほとんどの欧州で用いられ、VF1000Rの特徴であったデュアルライトは、1985年型の北米仕様では対日輸入車規制により、SAE規格の角型単眼ライトへの変更が義務づけられた。1986年型では該当規制解除に伴い、欧州仕様同様のデュアルライトを採用している。また排気ガス規制の厳しかったアメリカ・カリフォルニア州では、キャニスターが標準装着されていた。
北米仕様では現地法規に従い、ヘッドライトが常時点灯となっているほか、ガソリンタンクの形状が異なる(北米仕様はシートからタンク上面が緩やかに立ち上がっている)。これは保険対策といわれ、衝突時の搭乗者の股間にダメージを与える可能性が高いタンク形状とみなされると、保険料が高額に設定されたことへの対策であった。
1984年度の最速市販車両として記録が残されている。